# Antiochos IV

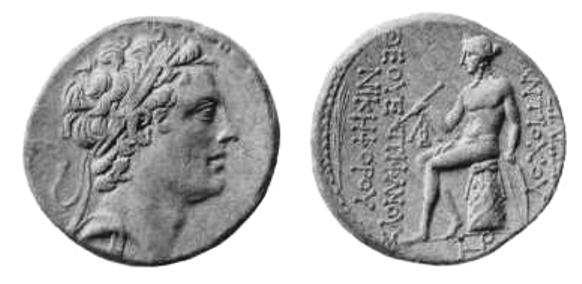
Antiochos IV och Apollon.

Antiochos IV Epifanes (grekiska: Ἀντίοχος Ἐπιφανὴς), cirka 215–164 f.Kr. var kung i seleukidriket mellan 175 och 164 f.Kr.. Han var andre son till Antiochos III den store och Laodike III.

## Biografi
Antiochos IV sändes efter freden i Apamea till Rom som gisslan år 188 f.Kr. där stannade han tills han blev frisläppt år 175 f.Kr. Efter att hans äldre bror mördats besteg han tronen samma år. Antiochos var hedersmedborgare i Aten där han påbörjade återuppbyggandet av Zeus-templet Olympieion, vilket kom att slutföras under kejsar Hadrianus.
År 170 f.Kr. utbröt det sjätte syriska kriget och efter ett kortvarigt fälttåg kunde Antiochos kröna sig i Memfis med den egyptiska dubbelkronan.
Två år senare dök den romerske ex-konsuln upp i Egypten och lät Antiochos förstå att det innebar konflikt med Rom om han lät införliva Egypten med det seleukidiska riket. Antiochos utrymde då Egypten och drog sig norrut och på återvägen genom Judeen, vilket var en del av det seleukidiska riket, startade han en omorganisation av Jerusalem.
Denna omorganisation innebar ett avskaffande av Jahvekulten och de judiska riterna, vilka kom att ersättas med den hellenistiska religionen, något som bland annat tog sig uttryck i att templet i Jerusalem vigdes till Zeus. Många judar var också helleniserade och samtyckte till Antiochos politik. För de religiösa bland judarna innebar detta något oerhört att templet blev vanhelgat av "förödelsens styggelse". Som en reaktion på Antiochos hellenisering av Judeen utbröt år 167 f.Kr. det så kallade mackabéerupproret. För Antiochos var det judiska upproret en mindre viktig affär, eftersom han inriktade sig på att återställa rikets forna maktområde och vid denna tid förberedde en offensiv mot det partiska riket.
Antiochos IV Epifanes dog i Persien, under ett fälttåg mot parterna i de viktiga östra provinserna i november eller december år 164 f.Kr.

## Eftermäle
I den antika litteraturen är Antiochos IV Epifanes negativt skildrad, både av judar och romare. 
Tullia Linders beskriver Antiochos IV: "Han var en ivrig främjare av det grekiska, högt begåvad och troligen en klokare statsman än hans fiender ville medge.". 
I "Det Bästas - Bibelns länder och folk" beskrivs Antiochos IV: "Antiochos Epifanes var en dristig och handlingskraftig man...".